# Zelus aithaleos
Zelus aithaleos  (лат.) — вид клопов-хищнецов рода Zelus из семейства Reduviidae.

## Распространение
Неотропика (Боливия, Бразилия, Парагвай, Перу).

## Описание
Длина тела 13 — 17 мм, узкие (соотношение длины и ширины тела = 2,3), ноги тонкие и длинные. Основная окраска коричнево-чёрная до полностью чёрной. Голова цилиндрической формой головы.
Видовое название происходит от греческого слова aithales (копоть).
Вид был впервые описан в 2016 году американскими энтомологами Guanyang Zhang (Department of Entomology, Калифорнийский университет в Риверсайде, Риверсайд, Калифорния, США) и Элвудом Хартом (Elwood R. Hart, Department of Entomology, Университет штата Айова, Ames).